# François de Connan
François de Connan, latinizzato come Franciscus Connanus (Parigi, 1508 – Parigi, 1º settembre 1551), è stato un giurista francese.

## Biografia
Dopo aver frequentato il Collège du Cardinal-Lemoine, Connan studiò il Mos italicus all'Università di Orléans seguendo le lezioni di Petrus Sella. Nel 1529 si trasferì all'Università di Bourges per studiare presso Andrea Alciato anche il Mos gallicus. A Bourges Connan probabilmente conseguì la licenza. In seguito lavorò a Parigi come avvocato parlamentare e perito. Il 7 settembre 1539 fu nominato da re Francesco I Maître clerc de Compte, titolo grazie al quale divenne membro del Grand Conseil du Roi, diventando così uno dei più alti giudici in Francia. Il 29 aprile 1544 fu nominato Maître des requêtes de l'Hôtel. Suo compito era la supervisione dell'amministrazione e della giurisdizione delle province per conto del re.
Visti i suoi impegni giuridici e amministrativi, a Connan rimase poco tempo per l'attività intellettuale. La sua opera più importante, Commentaria iuris civilis, un commento sul diritto romano, iniziata nel 1540, rimase incompiuta, poiché l'autore morì all'età di 43 anni.

## Opere

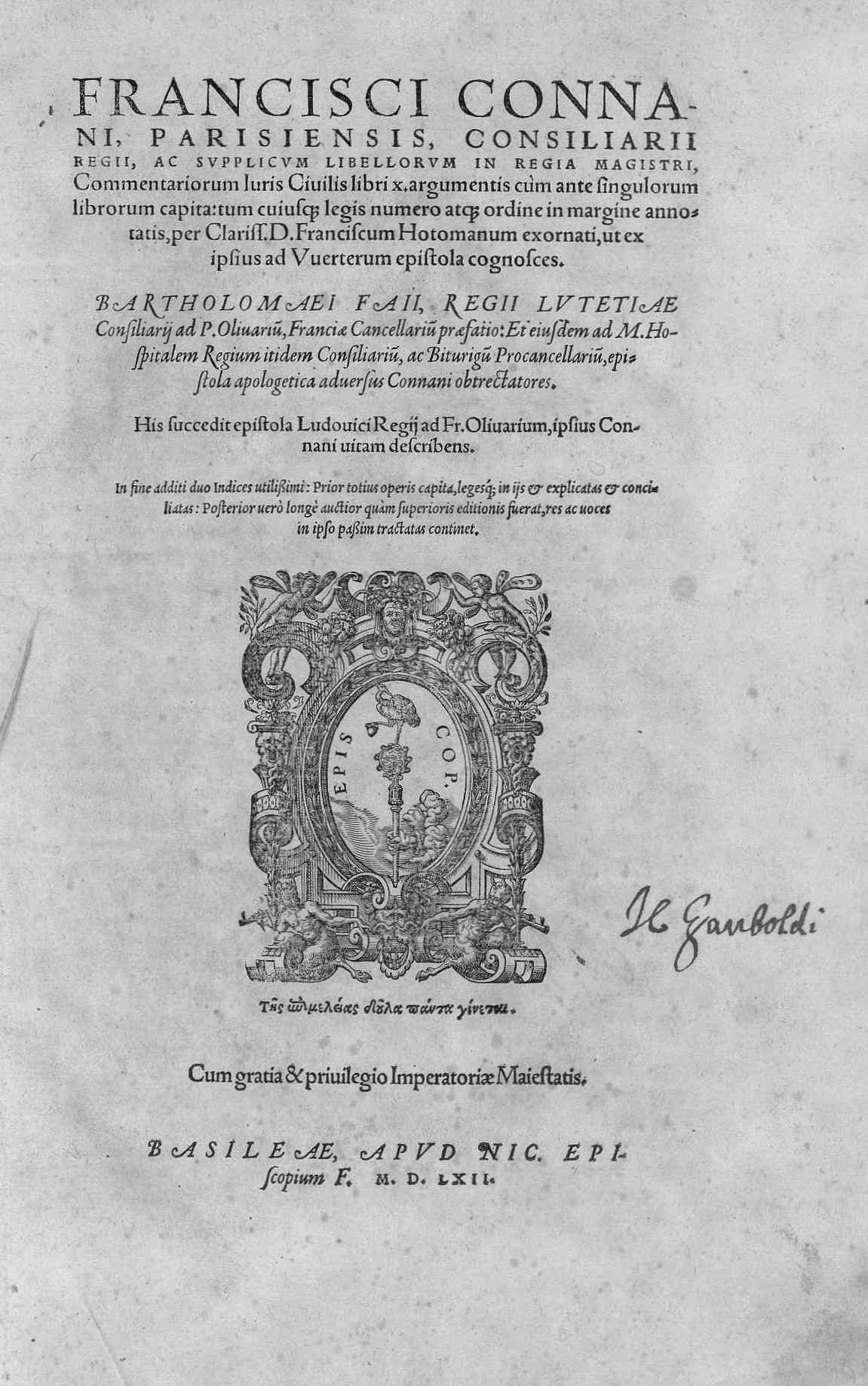
Commentaria iuris civili, 1562

- Commentaria iuris civilis, Paris, 1538.
  - (LA) Commentaria iuris civili, Basel, Nikolaus Episcopius, 1562.